# 배성기
배성기(裵聖基, 1917년 3월 27일 ~ 1973년 4월 21일, 전북 완주)는 제4,5대 국회의원을 지낸 대한민국의 정치인이다. 

## 약력
- 조선수의사시험 합격
- 완주군 농회 축산과장
- 전주 사법보호회 상무주사
- 민주당 완주을 지구당위원장

## 역대 선거 결과
|  | 5.94% |

|  | 49.95% |

|  | 38.52% |

|  | 18.67% |

|  | 29.54% |